# Pagar Merbau Tiga
Pagar Merbau Tiga is een bestuurslaag in het regentschap Deli Serdang van de provincie Noord-Sumatra, Indonesië. Pagar Merbau Tiga telt 3994 inwoners (volkstelling 2010).